# Pronectria
Pronectria — рід грибів родини Bionectriaceae. Назва вперше опублікована 1931 року.